# Zee Cine Award/Beste Tongestaltung
Der Zee Cine Award Best Audiography (seit 2011 umbenannt in Best Sound Design) ist eine Kategorie des indischen Filmpreises Zee Cine Award. Diese Kategorie zeichnet die Tongestaltung eines Filmes aus. Obwohl der Zee Cine Award schon seit 1998 verliehen wird, wurde diese Kategorie erst im Jahr 2004 eingeführt.
Der Zee Cine Award Best Audiography wird von der Jury gewählt. Der Gewinner wird in der Verleihung bekanntgegeben, die jährlich im März stattfindet.
Dreifacher Gewinner in dieser Kategorie ist Resul Pookutty.
Liste der Gewinner:
| Jahr | Gewinner              | Film               | Deutscher Titel             |
| ---- | --------------------- | ------------------ | --------------------------- |
| 2004 | Dwarak Warrier        | Bhoot              | —                           |
| 2005 | Resul Pookutty        | Musafir            | —                           |
| 2006 | Resul Pookutty        | Black              | —                           |
| 2007 | Jitendra Chaudhary    | Krrish             | Krrish, der Sternenheld     |
| 2008 |                       |                    |                             |
| 2009 | keine Verleihung      |                    |                             |
| 2010 | keine Verleihung      |                    |                             |
| 2011 | Dileep Subramaniam    | My Name Is Khan    | My Name Is Khan             |
| 2012 | Resul Pookutty        | Ra.One             | RA.One – Superheld mit Herz |
| 2013 | Kunal Sharma          | Gangs of Wasseypur | —                           |
| 2014 | Bishwadeep Chatterjee | Madras Cafe        | —                           |